# Jubel 2000
Jubel 2000 var en internationell kampanj med målet att runt år 2000 genomdriva en engångsavskrivning av fattiga länders skulder till G 7 + Ryssland. 
Pengarna hade lånats under 1970-talet, och målet med kampanjen var ett få fram en "avbetalningsbar" nivå.
Millennieskiftet sågs som ett symboliskt tillfälle. 
Namnet anspelar på Gamla Testamentets jubelår, då skulder skulle avskrivas och slavar släppas fria var femtionde år, och därmed hindra ekonomisk misär och motarbeta att människor fastnar i ett socialt arv.
Kampanjen var ett samarbete mellan religiösa och fackliga organisationer, samt folkrörelser. 

## Efter millennieskiftet
Från och med år 2001 har kampanjens krav drivits vidare av en mängd organisationer runt om i världen. Däribland: 
- Jubilee South[3] (som omfattar många tidigare Jubilee-kampanjer i Afrika, Asien och Latinamerika).
- Jubilee Debt Campaign.[4]
- Jubilee Scotland.[5]
- New Economics Foundation och Jubilee Research i Storbritannien.[6]
- Jubilee USA Network.[7]
- Jubilé 2000 / CAD Mali i Mali.

Arbetet samordnas genom ett löst globalt nätverk. 